# Stanford Stadion
A Stanford Stadion egy labdarúgó-stadion a Stanford Egyetem területén, Kaliforniában. A Stanford Cardinal otthona és 2011-től az MLS-ben szereplő San Jose Earthquakes is itt játssza a mérkőzésit alkalomadtán. Eredetileg 1921-ben nyitották meg 60 000 férőhellyel, a későbbiekben 90 000-re nőtt a befogadóképesség. 2005-ben lebontották és újra felépült egy 50 000 fős stadion, amit 2006. szeptember 16-án nyitottak meg. 
Az 1984. évi nyári olimpiai játékok egyik meghatározó helyszíne volt. Hat csoportmérkőzésnek, két negyeddöntőnek és egy negyeddöntőnek adott otthont. Az 1994-es labdarúgó-világbajnokságon hat mérkőzést rendeztek a stadionban. Az 1999-es női labdarúgó-világbajnokságon itt játszották az egyik elődöntőt.

## Események

### 1984. évi nyári olimpiai játékok
| Dátum              | Pályaválasztó    | Eredmény                | Vendég           | Forduló     |
| ------------------ | ---------------- | ----------------------- | ---------------- | ----------- |
| 1984. július 30.   | NSZK             | 2 – 0                   | Marokkó          | C csoport   |
| 1984. augusztus 1. | Brazília         | 1 – 0                   | NSZK             | C csoport   |
| 1984. augusztus 3. | Szaúd-Arábia     | 0 – 6                   | NSZK             | C csoport   |
| 1984. július 29.   | Egyesült Államok | 3 – 0                   | Costa Rica       | D csoport   |
| 1984. július 31.   | Egyiptom         | 4 – 1                   | Costa Rica       | D csoport   |
| 1984. augusztus 2. | Egyiptom         | 1 – 1                   | Egyesült Államok | D csoport   |
| 1984. augusztus 5. | Olaszország      | 1 – 0 (h.)              | Chile            | Negyeddöntő |
| 1984. augusztus 6. | Brazília         | 1 – 1 (h.) 4 – 2 (b.u.) | Kanada           | Negyeddöntő |
| 1984. augusztus 8. | Olaszország      | 1 – 2 (h.)              | Brazília         | Elődöntő    |

### 1994-es labdarúgó-világbajnokság
| Dátum            | Pályaválasztó | Eredmény                | Vendég           | Forduló      |
| ---------------- | ------------- | ----------------------- | ---------------- | ------------ |
| 1994. június 20. | Brazília      | 2 – 0                   | Oroszország      | B csoport    |
| 1994. június 24. | Brazília      | 3 – 0                   | Kamerun          | B csoport    |
| 1994. június 26. | Svájc         | 0 – 2                   | Kolumbia         | A csoport    |
| 1994. június 28. | Oroszország   | 6 – 1                   | Kamerun          | B csoport    |
| 1994. július 4.  | Brazília      | 1 – 0                   | Egyesült Államok | Nyolcaddöntő |
| 1994. július 10. | Románia       | 2 – 2 (h.) 2 – 2 (b.u.) | Svédország       | Negyeddöntő  |

### 1999-es női labdarúgó-világbajnokság
| Dátum           | Pályaválasztó    | Eredmény | Vendég   | Forduló  |
| --------------- | ---------------- | -------- | -------- | -------- |
| 1999. július 4. | Egyesült Államok | 2 – 0    | Brazília | Elődöntő |

## Galéria
* h. – hosszabbításban
*b.u. – büntetők után